# Grahams Road (Île-du-Prince-Édouard)
Grahams Road est une communauté dans le comté de Queens de l'Île-du-Prince-Édouard, Canada, à l'est de Kensington.